# Orthotylus plucheae
Orthotylus plucheae är en insektsart som beskrevs av Van Duzee 1925. Orthotylus plucheae ingår i släktet Orthotylus och familjen ängsskinnbaggar. Inga underarter finns listade i Catalogue of Life.